# El fenómeno (película)
El fenómeno (blanco y negro) es una película española de 1956.

## Argumento
Trata de un catedrático de la Universidad de Frankfurt que es confundido con un jugador ruso de fútbol a su llegada al aeropuerto de Madrid. Allí, es recibido como si de una figura del balompié se tratara.
- Datos: Q8773759